# Italian Hockey League 2019-2020
L'Italian Hockey League 2019-2020 è il secondo livello (ex Serie B) del Campionato italiano di hockey su ghiaccio giocato nella stagione 2019-2020. Il campionato è stato cancellato durante i play-off a causa della pandemia di COVID-19, senza l'assegnazione del titolo.
Come per gli ultimi anni, la Coppa Italia è stata nuovamente messa in palio fra le squadre iscritte in questo torneo.

## Formazioni
Al campionato cadetto poterono iscriversi tutte le società iscritte l'anno precedente allo stesso torneo. L'Associazione Hockey Como, arrivata ultima nella stagione precedente, fece infatti richiesta alla FISG di mantenere la seconda serie. La federazione accettò la proposta, avendo l'obiettivo di raggiungere le 12 squadre iscritte alla IHL. Si iscrisse alla IHL anche la ValpEagle, vincitrice del precedente torneo di IHL - Division I.
L'altra nuova iscritta è l'Hockey Unterland Cavaliers, nata dalla fusione fra Ora, di cui prese il posto in IHL, ed Egna.
L'Hockey Milano Rossoblu, autoesclusosi dalla massima serie, non si iscrisse alla IHL, preferendo iscrivere una propria squadra satellite, i Bears, alla Italian Hockey League - Division I 2019-2020.
| Hockey Como                 | Lombardia           | Como                               | Palaghiaccio Casate                 | 2.500 |
| HC Varese                   | Lombardia           | Varese                             | PalAlbani                           | 1.200 |
| ValpEagle                   | Piemonte            | Torre Pellice (TO)                 | Pala Cotta Morandini                | 2.440 |
| Hockey Unterland Cavaliers  | Trentino-Alto Adige | Ora/Egna (BZ)                      | Würth Arena                         | 1.200 |
| Hockey Pergine              | Trentino-Alto Adige | Pergine Valsugana (TN)             | Stadio del ghiaccio di Pergine      | 2.500 |
| HC Merano J                 | Trentino-Alto Adige | Merano (BZ)                        | MeranArena                          | 3.000 |
| HC Eppan Campione in carica | Trentino-Alto Adige | Appiano sulla Strada del Vino (BZ) | Stadio del ghiaccio di Appiano      | 1.500 |
| SV Kaltern                  | Trentino-Alto Adige | Caldaro sulla strada del vino (BZ) | Palaghiaccio Caldaro                | 1.500 |
| Valdifiemme HC              | Trentino-Alto Adige | Cavalese (TN)                      | Palazzetto del Ghiaccio di Cavalese | 2.300 |
| HC Bressanone               | Trentino-Alto Adige | Bressanone (BZ)                    | Palaghiaccio Bressanone             | 2.500 |
| Alleghe Hockey              | Veneto              | Alleghe (BL)                       | Stadio Alvise De Toni               | 2.500 |

## Formula
Similmente alla stagione precedente, la stagione regolare è suddivisa in due fasi. Nella prima le squadre si sono incontrate in un girone di andata e ritorno. Al termine della prima fase, le squadre classificate dal primo al sesto posto hanno avuto accesso al Master round, mentre le altre cinque al Qualification round. I due gironi della seconda fase vengono giocati con gare di andata e ritorno, e le squadre partiranno con un numero di punti pari a quelli conquistati nella prima fase, divisi per tre ed arrotondati per difetto. Avranno accesso ai play-off le sei squadre del Master round e le prime due classificate del Qualification round (come settima ed ottava).
Il regolamento prevedeva che quarti, semifinale e finale si sarebbero dovuti disputare con serie al meglio dei sette incontri, con la squadra meglio classificata al termine della seconda fase che ha diritto di giocare in casa la prima, la terza, l'eventuale quinta e l'eventuale settima partita. La pandemia di COVID-19 dapprima costrinse la federazione ad accorciare la durata dei play-off, per poi decidere di cancellarli, senza assegnare il titolo.

## Stagione regolare

### Lo sciopero degli arbitri
Il 7 ottobre, il consiglio federale della FISG respinse la richiesta, presentata dagli arbitri e dai guardalinee nel precedente mese di maggio, di un aumento delle diarie del 24% rispetto alla stagione precedente, pari a circa 10 € a partita per persona. In seguito a ciò, il presidente del Gruppo Arbitri Hockey Ghiaccio, Renzo Stenico, il 9 ottobre comunicò l'indisponibilità degli arbitri a scendere sul ghiaccio fino al successivo 13 ottobre compreso, e non procedette alle designazioni arbitrali per i successivi turni di IHL, IHL - Division I, IHL Women e campionati giovanili. Si trattava del primo caso di sciopero di arbitri in uno sport olimpico in Italia.
Di contro il presidente della FISG Andrea Gios opponeva il fatto di non poter chiedere alle società iscritte ai campionati un ulteriore impegno economico a stagione iniziata, e chiedeva inoltre di poter avviare un programma di miglioramento per gli arbitri italiani.
Dopo alcuni giorni di trattative, nell'ultimo giorno di sciopero, le parti trovarono un accordo durante un incontro a Bolzano, prevedendo un aumento delle diarie per i campionati giovanili sin dal successivo 1 gennaio 2020, mentre per le partite di IHL gli aumenti sarebbero scattati dal campionato successivo, previo accordo con le società. La federazione si impegnava inoltre a ridurre le tempistiche nell'erogazione dei rimborsi e a venire incontro agli arbitri per quanto attiene alla fornitura dei materiali. Gli arbitri accettavano di rivedere i criteri di designazione con l'obiettivo di ridurre i costi di trasferta, e di sedere al tavolo - che si sarebbe aperto nell'estate successiva - per lo sviluppo di un programma di riqualificazione della classe arbitrale.

### Prima fase

#### Classifica
| Pos. | Squadra             | Pt | G  | V  | VOT | POT | P  | GF  | GS  |
| ---- | ------------------- | -- | -- | -- | --- | --- | -- | --- | --- |
| 1.   | Merano              | 51 | 20 | 16 | 1   | 1   | 2  | 87  | 36  |
| 2.   | Varese              | 45 | 20 | 14 | 1   | 1   | 4  | 100 | 46  |
| 3.   | Pergine             | 40 | 20 | 13 | 0   | 1   | 6  | 75  | 65  |
| 4.   | ValpEagle           | 35 | 20 | 11 | 1   | 0   | 8  | 81  | 53  |
| 5.   | Eppan-Appiano       | 31 | 20 | 8  | 2   | 3   | 7  | 56  | 62  |
| 6.   | Bressanone-Brixen   | 26 | 20 | 7  | 1   | 3   | 9  | 44  | 60  |
| 7.   | Kaltern-Caldaro     | 23 | 20 | 5  | 3   | 2   | 10 | 62  | 65  |
| 8.   | Alleghe             | 22 | 20 | 6  | 1   | 2   | 11 | 59  | 87  |
| 9.   | Unterland Cavaliers | 21 | 20 | 5  | 2   | 2   | 11 | 61  | 84  |
| 10.  | Valdifiemme         | 19 | 20 | 3  | 4   | 2   | 11 | 49  | 72  |
| 11.  | Como                | 17 | 20 | 3  | 3   | 2   | 12 | 65  | 101 |

Legenda:

      Ammesse al Master Round ed alla final four di Coppa Italia 2019-2020
      Ammesse al Master Round
      Ammesse al Qualification Round
Note:

Tre punti a vittoria, due punti a vittoria dopo overtime o rigori, un punto a sconfitta dopo overtime o rigori, zero a sconfitta.

### Seconda fase

#### Master round

##### Classifica
| Pos. | Squadra           | Pt | G  | V | VOT | POT | P | GF | GS | P1F |
| ---- | ----------------- | -- | -- | - | --- | --- | - | -- | -- | --- |
| 1.   | Merano            | 39 | 10 | 6 | 2   | 0   | 2 | 52 | 27 | 17  |
| 2.   | Varese            | 36 | 10 | 5 | 3   | 0   | 2 | 43 | 34 | 15  |
| 3.   | Pergine           | 26 | 10 | 3 | 0   | 4   | 3 | 34 | 39 | 13  |
| 4.   | Bressanone-Brixen | 23 | 10 | 4 | 1   | 1   | 4 | 34 | 35 | 8   |
| 5.   | ValpEagle         | 21 | 10 | 2 | 1   | 2   | 5 | 29 | 42 | 11  |
| 6.   | Eppan-Appiano     | 19 | 10 | 2 | 1   | 1   | 6 | 34 | 49 | 10  |

#### Qualification round

##### Classifica
| Pos. | Squadra             | Pt | G | V | VOT | POT | P | GF | GS | P1F |
| ---- | ------------------- | -- | - | - | --- | --- | - | -- | -- | --- |
| 1.   | Kaltern-Caldaro     | 26 | 8 | 5 | 2   | 0   | 1 | 33 | 17 | 7   |
| 2.   | Alleghe             | 23 | 8 | 5 | 0   | 1   | 2 | 30 | 28 | 7   |
| 3.   | Unterland Cavaliers | 16 | 8 | 3 | 0   | 0   | 5 | 21 | 25 | 7   |
| 4.   | Valdifiemme         | 15 | 8 | 3 | 0   | 0   | 5 | 22 | 25 | 6   |
| 5.   | Como                | 12 | 8 | 2 | 0   | 1   | 5 | 25 | 36 | 5   |

Legenda:

      Ammesse ai play-off
      Retrocessa in Italian Hockey League - Division I

## Play-off

### La pandemia di Covid-19
A seguito della Pandemia di COVID-19 del 2020 in Italia, la FISG d'intesa con le società coinvolte fece slittare al 3 marzo l'inizio dei play-off (la disputa di gara 1 dei quarti di finale era inizialmente prevista per il 27 febbraio), riducendo altresì il numero di incontri dei quarti di finale, dai previsti 7 incontri ad una serie al meglio dei 5 incontri.
Gli incontri di gara 1 dei quarti si svolsero regolarmente in presenza del pubblico, con l'eccezione della gara disputata a Varese, mentre a partire da gara 2 trovò applicazione la decisione del Governo Conte II di fare disputare tutti gli eventi sportivi tra il 5 marzo ed il 3 aprile a porte chiuse.
Il 9 marzo, giorno antecedente alla prevista disputa di gara 4 dei quarti, la federazione, d'intesa con le società interessate, dispose la cancellazione dei play-off, sancendo così la fine del campionato senza l'assegnazione del titolo di seconda serie.

### Tabellone
|  | Quarti di finale | Quarti di finale  | Quarti di finale | Quarti di finale | Quarti di finale | Quarti di finale | Quarti di finale |        |  | Semifinali | Semifinali | Semifinali | Semifinali | Semifinali | Semifinali | Semifinali | Semifinali | Semifinali |  |  | Finale | Finale | Finale | Finale | Finale | Finale | Finale | Finale | Finale |
|  |                  |                   |                  |                  |                  |                  |                  |        |  |            |            |            |            |            |            |            |            |            |  |  |        |        |        |        |        |        |        |        |        |
|  | 1                | Merano            | 5                | 0                | 4                |                  |                  |        |  |            |            |            |            |            |            |            |            |            |  |  |        |        |        |        |        |        |        |        |        |
|  | 8                | Alleghe           | 1                | 3                | 2                |                  |                  |        |  |            |            |            |            |            |            |            |            |            |  |  |        |        |        |        |        |        |        |        |        |
|  | 8                | Alleghe           | 1                | 3                | 2                |                  |                  |        |  |            |            |            |            |            |            |            |            |            |  |  |        |        |        |        |        |        |        |        |        |
|  |                  |                   |                  |                  |                  |                  |                  |        |  |            |            |            |            |            |            |            |            |            |  |  |        |        |        |        |        |        |        |        |        |
|  |                  |                   |                  |                  |                  |                  |                  |        |  |            |            |            |            |            |            |            |            |            |  |  |        |        |        |        |        |        |        |        |        |
|  | 4                | Bressanone-Brixen | 1‡               | 2                | 3                |                  |                  |        |  |            |            |            |            |            |            |            |            |            |  |  |        |        |        |        |        |        |        |        |        |
|  | 4                | Bressanone-Brixen | 1‡               | 2                | 3                |                  |                  |        |  |            |            |            |            |            |            |            |            |            |  |  |        |        |        |        |        |        |        |        |        |
|  | 5                | ValpEagle         | 0                | 4                | 4†               |                  |                  |        |  |            |            |            |            |            |            |            |            |            |  |  |        |        |        |        |        |        |        |        |        |
|  |                  |                   |                  |                  |                  |                  |                  |        |  |            |            |            |            |            |            |            |            |            |  |  |        |        |        |        |        |        |        |        |        |
|  |                  |                   |                  |                  |                  |                  |                  |        |  |            |            |            |            |            |            |            |            |            |  |  |        |        |        |        |        |        |        |        |        |
|  | 2                | Varese            | 6                | 4                | 3                |                  |                  |        |  |            |            |            |            |            |            |            |            |            |  |  |        |        |        |        |        |        |        |        |        |
|  | 7                | Kaltern-Caldaro   | 1                | 2                | 1                |                  |                  |        |  |            |            |            |            |            |            |            |            |            |  |  |        |        |        |        |        |        |        |        |        |
|  | 7                | Kaltern-Caldaro   | 1                | 2                | 1                |                  | 2                | Varese |  |            |            |            |            |            |            |            |            |            |  |  |        |        |        |        |        |        |        |        |        |
|  |                  |                   |                  |                  |                  |                  |                  | Varese |  |            |            |            |            |            |            |            |            |            |  |  |        |        |        |        |        |        |        |        |        |
|  |                  |                   |                  |                  |                  |                  |                  |        |  |            |            |            |            |            |            |            |            |            |  |  |        |        |        |        |        |        |        |        |        |
|  | 3                | Pergine           | 1                | 5                | 3                |                  |                  |        |  |            |            |            |            |            |            |            |            |            |  |  |        |        |        |        |        |        |        |        |        |
|  | 3                | Pergine           | 1                | 5                | 3                |                  |                  |        |  |            |            |            |            |            |            |            |            |            |  |  |        |        |        |        |        |        |        |        |        |
|  | 6                | Eppan-Appiano     | 6                | 2                | 4†               |                  |                  |        |  |            |            |            |            |            |            |            |            |            |  |  |        |        |        |        |        |        |        |        |        |

Legenda: † = partita terminata ai tempi supplementari; ‡ = partita terminata ai tiri di rigore

### Incontri

#### Gara 1
| Merano 3 marzo 2020, ore 20.30 | Merano | 5 – 1 (1:1; 2:0; 2:0) referto | Alleghe | MeranArena (237 spett.) |

| Varese 3 marzo 2020, ore 20.30 | Varese | 6 – 1 (3:0; 2:1; 1:0) referto | Caldaro | Palalbani (0 spett.) |

| Pergine Valsugana 3 marzo 2020, ore 20.30 | Pergine | 1 – 6 (1:0; 0:5; 0:1) referto | Appiano | Stadio del ghiaccio di Pergine (230 spett.) |

| Bressanone 3 marzo 2020, ore 20.30     | Bressanone | 1 – 0 (0:0; 0:0; 0:0; 0:0; 1:0) referto | ValpEagle | Palaghiaccio Bressanone (100 spett.) |
| \| \| \| \| \| 4 \| Shootout – \| 3 \| |            |                                         |           |                                      |
|                                        |            |                                         |           |                                      |
| 4                                      | Shootout – | 3                                       |           |                                      |

#### Gara 2
| Alleghe 5 marzo 2020, ore 20.30 | Alleghe | 3 – 0 (2:0; 1:0; 0:0) referto | Merano | Stadio Alvise De Toni (0 spett.) |

| Caldaro sulla Strada del Vino 5 marzo 2020, ore 20.30 | Caldaro | 2 – 5 (1:2; 0:0; 1:3) referto | Varese | Palaghiaccio Caldaro (0 spett.) |

| Appiano sulla Strada del Vino 5 marzo 2020, ore 20.30 | Appiano | 3 – 5 (0:2; 1:2; 2:1) referto | Pergine | Stadio del ghiaccio di Appiano (0 spett.) |

| Torre Pellice 5 marzo 2020, ore 20.30 | ValpEagle | 5 – 2 (1:0; 2:1; 2:1) referto | Bressanone | Pala Cotta Morandini (0 spett.) |

## Classifica finale
| Pos. | Squadra             |
| ---- | ------------------- |
| 1    |                     |
| 2    |                     |
| 3    |                     |
| 4    |                     |
| 5    |                     |
| 6    |                     |
| 7    |                     |
| 8    |                     |
| 9    | Unterland Cavaliers |
| 10   | Valdifiemme         |
| 11   | Como                |

## Verdetti
- Campione dell'Italian Hockey League:
- Retrocessa in Italian Hockey League - I Division:  Como[20]